# Ilex perlata
Ilex perlata là một loài thực vật có hoa trong họ Aquifoliaceae. Loài này được C. Chen & S.C. Huang mô tả khoa học đầu tiên năm 1985.